# مرقع

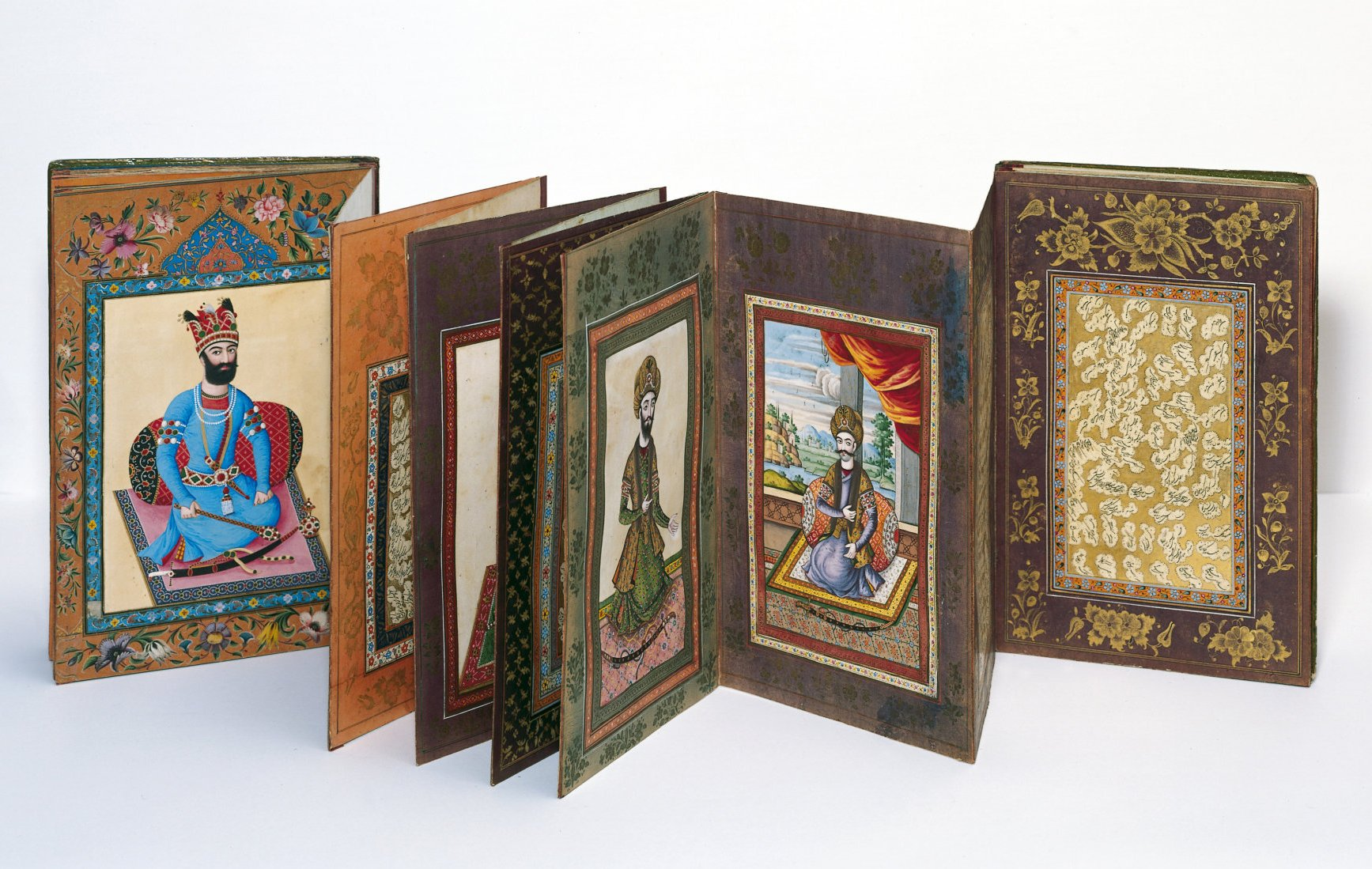
مرقعی مربوط به دوره قاجار، موزه آقاخان

مُرَقَّع به مجموعه‌ای متصل به هم از قطعات مختلف هنری شامل انواع آثار خوشنویسی و نقاشی گفته می‌شود. در نسخه‌پردازی مرقع مجموعه‌ای از آثار یا آلبومی است از قطعات مختلف شامل آثار گوناگون خوشنویسان، نقاشان، تصویرگران، و مذهبّان که به شکل رقعه رقعه یا پاره‌پاره به یکدیگر پیوسته و شیرازه بسته و به‌صورت کتاب یا بیاض تجلید شده‌اند که در واقع حاصل این کار آلبومی از صفحات به هم پیوسته از آن آثار است. در این ساختار، رقعه‌ها به گونه‌ای متصل می‌گردند که رقعه نخست و قطعه پایانی به طبله‌های جلد می‌چسبند و در هنگام گشودن، همه رقعه‌ها در یک راستا و در صف منظم دیده می‌شوند. هنگامی که این رقعه‌ها در نوردیده شوند همانند کتابی به نظر می‌رسند. که به صورت آکاردئونی قابل باز و بسته شدن است.
در مواردی نادر مرقع به کاغذ یا هر چیز دیگری نیز گفته می‌شود که با خط رقاع بر آن نوشته باشند.

## معنی لغوی
مُرَقَّع در لغت به معنی جامه وصله دار، جامه‌ای که از تکه پارچه‌های دوخته شده درست شده باشد، خرقه، خرقه‌ای که وصله‌های چهارگوش داشته باشد.

## پیدایش
مرقع‌سازی هنری ایرانی ست که در ایران و بعدها در آسیای صغیر و شبه‌قاره هند رواج یافت.
از نیمه دوم قرن نهم هجری، قطعه‌نویسی در میان خوشنویسان متداول شد. بدین صورت که آنان آیات قرآن و احادیث و گزیده‌های اشعار را بر روی قطعه‌هایی مستقل تحریر می‌کردند. نیز در همین اوان که نقاشان، آثارشان را به شکل مجزا و خارج از محدوده کتاب بر روی رقعه‌ها و قطعه‌های کاغذ ترسیم می‌کردند، مرقع‌سازی و وصالی این اوراق پراکنده در ایران رواج یافت. وصالان و صحافان از گردآوری آثار مختلف هنری و به‌هم پیوسته کردن آنها، کتابی نفیس فراهم می‌آوردند و آن را در میان دفّتین قرار می‌دادند.
خواجه شهاب‌الدین عبدالله مروارید در شرفنامه خود از مرقع منسوب به امیرعلی شیرنوایی که شاید نخستین مرقع در تاریخ باشد و در ۸۹۷ ه‍.ق ساخته شده است، یاد می‌کند. مقدمه‌این مرقع به قلم خود وی است. ظاهراً امیرعلی شیر نوایی دستور داده بود از کتابخانه‌ها و اطراف و اکناف آثار نفیس هنری را جمع نمایند و با هم پیوند دهند و مرقعی بسازند. متأسفانه از این مرقع فعلاً نشانی در دست نیست.

## اهمیت
در ساختن مرقع و آرایه‌های آن از هنرهای گوناگونی بهره می‌گرفتند. از یک‌سو می‌توان نمونه‌هایی نفیس از هنرهای جلدسازی، وصالی، قطاعی، حاشیه‌سازی، متن و حاشیه را در این ساختار یافت و از سوی دیگر، آثاری همچون خوشنویسی، نقاشی، تذهیب، و تشعیرسازی در متن مرقعات جلوه‌گری می‌کنند.
در بیشتر کتابخانه‌های پادشاهان و شاه‌زادگان و فرمانروایان و گران مایگان تهیه مرقع انجام می‌شد. آنان گذشته از تولید کتاب‌های ارزنده به فراهم آوردن و مرقع‌های رنگین می‌پرداختند و کتابخانه آنان نگارخانه و نگارستان بوده است.
مرقعات برای اهل فن از نظر تاریخی و فرهنگی ارزش فراوان دارند؛ زیرا با تجزیه و تحلیل آنها، می‌توان دربارهٔ خاستگاه، سیر تحول و تطور آثار، مکتب‌ها و شیوه‌ها، شناخت هنرمندان و روحیات آنها، و نیز ویژگی‌های اجتماعی و سیاسی و اقلیمی، اطلاعات مفیدی به‌دست‌آورد.

## مرقعات مشهور
تعداد زیادی از مرقعات بر جای مانده، زینت‌بخش کتابخانه و موزه‌های ایران و جهان است و برخی هم در سیر ایام دستخوش حوادث گشته و جز نامی هیچ نشانی از آن‌ها در دست نیست. چند نمونه از مرقعات ارزشمند ایران عبارتند از:
- مرقع منسوب به امیرعلی شیرنوایی که شاید نخستین مرقع باشد و در ۸۹۷ ق. ساخته شده است. عبدالله مروارید در شرفنامه خود از آن یاد می‌کند و مقدمه‌اش به قلم خود وی است. ظاهراً امیرعلی شیر نوایی دستور داده بود از کتابخانه‌ها و اطراف و اکناف آثار نفیس هنری را جمع نمایند و با هم پیوند دهند و مرقعی بسازند. متأسفانه از این مرقع فعلاً نشانی در دست نیست.
- مرقع شاه اسماعیل صفوی که مقدمه‌اش به قلم شمس‌الدین‌محمد توصیفی دربارهٔ هنرمندان است و به سال ۹۱۶ ق. تحریر شده است.
- مرقع محمد مؤمن کرمانی فرزند خواجه شهاب‌الدین عبدالله مروارید متوفی ۹۴۸ ق. مرقعی بزرگ از آثار قلمی این هنرمند زبر دست بود و برای شاه تهماسب تهیه شده بود[۱۱]
- مرقع بهرام میرزا صفوی که مقدمه‌اش را دوست محمد کواشانی هروی در ۹۵۱ق. نوشته است و هم‌اکنون در کتابخانه خزینه اوقاف توپ قاپوسرای (موزه توپکاپی) استانبول است
- مرقع امیرغیب بیک، امیر شاه تهماسب که سید احمدآهوچشم شاگرد میرعلی هروی آن را به سال ۹۷۳ ق. ترتیب داده است.[۱۲]
- مرقع گلشن که مجموعه‌ای بی‌نظیر از هنرهای نقاشی و خطاطی است به دستور پادشاهان هنر دوست سلسله گورکانی هند از جمله جهانگیرشاه و به‌دست هنرمندان ایرانی و هندی طی سال‌های ۱۰۱۴–۱۰۳۹ق. خلق شده است. هنرهای به‌کار رفته در این مجموعه، شامل تذهیب، تشعیر، ترصیع، تصویر، تحریر، تجلید، و خوشنویسی از نمونه‌های ممتاز خلاقیت‌های هنری است. مرقع گلشن در قرن یازدهم به ایران رسید و در اواخر قرن سیزدهم یعنی در دوره ولیعهدی ناصرالدین شاه، در کتابخانه شاهنشاهی ثبت شد و هم‌اکنون در کتابخانه کاخ گلستان نگهداری می‌شود. این مرقع شامل دو بخش است: بخش نخست با ۹۰ ورق، و بخش دوم حاوی ۴۳ ورق. با توجه به دو رو بودن اوراق آن، ۲۶۲ قطعه اثر نفیس در مرقع گلشن وجود دارد.[۱]